# Catherine Hakim
Catherine Hakim (* 30. Mai 1948) ist eine britische Soziologin.
Sie ist derzeit Senior Research Fellow am Centre for Policy Studies und war von 1990 bis 2011 als Senior Research Fellow (bis 2003) und Gastwissenschaftlerin (seit 2003) an der London School of Economics tätig. Sie war Direktorin des ESRC Data Archive 1989–1990 und Direktorin für Forschung im Department of Employment für zehn Jahre. Ihre Forschung konzentriert sich auf Arbeitsmarktthemen, Frauenfragen und Forschungsmethoden. In den 1990er Jahren entwickelte Hakim eine Präferenztheorie; sie prägte zudem den Begriff des Erotischen Kapitals.
Hakim wuchs im Nahen Osten auf und kam als 16-Jährige ins Vereinigte Königreich.

## Schriften (Auswahl)
- Secondary analysis in social research, London : Allen & Unwin, 1982, ISBN 0-04-312015-6, ISBN 0-04-312016-4
- Social Change and Innovation in the Labour Market: Evidence from the Census SARs on Occupational Segregation and Labour Mobility, Part-Time Work and Student Jobs, Homework and Self-Employment (Oxford University Press, 1998), ISBN 0-19-829381-X
- Work-Lifestyle Choices in the 21st Century: Preference Theory (Oxford University Press, 2000). With a Preface by Anthony Giddens, ISBN 0-19-924210-0
- Research Design: Successful Designs for Social and Economic Research (Routledge, 2000), ISBN 978-0-415-22312-6
- Models of the Family in Modern Societies: Ideals and Realities (Ashgate, 2003), ISBN 0-7546-4406-5.
- Key Issues in Women’s Work (Glasshouse Press, 1996, 2004), ISBN 1-904385-16-8.
- Modelos de Familia en las Sociedades Modernas: Ideales y Realidades (Centro de Investigaciónes Sociológicas, 2005), ISBN 978-84-7476-378-2
- Little Britons: Financing Childcare Choice (Policy Exchange, 2008), with Karen Bradley, Emily Price and Louisa Mitchell, ISBN 978-1-906097-21-9
- Honey Money: The Power of Erotic Capital, 2011
  - Erotisches Kapital. Das Geheimnis erfolgreicher Menschen (Übersetzt von Susanne Kuhlmann-Krieg). Campus, Frankfurt am Main 2011, ISBN 978-3-593-39468-8.
  - als Hörbuch: Ungekürzte Lesung von Andreas Herrler, 1 CD (DAISY-MP3, 10 Std. 53 Min.), TechniSat Digital, Radioropa Hörbuch, Daun/Vulkaneifel 2011, ISBN 978-3-8368-0628-2.